# Diaea insignis
Diaea insignis är en spindelart som beskrevs av Tord Tamerlan Teodor Thorell 1877. Diaea insignis ingår i släktet Diaea och familjen krabbspindlar.
Artens utbredningsområde är Sulawesi. Inga underarter finns listade i Catalogue of Life.